# Alex Party
Alex Party est un groupe italien de musique électronique. Le groupe se composait des frères italiens Paolo et Gianni Visnadi (également du groupe Livin' Joy), du DJ Alex Natale et de la chanteuse, chanteuse et compositrice Shanie Campbell.
Leur single le plus connu à ce jour est Don't Give Me Your Life, qui s'est classé deuxième en république d'Irlande et au Royaume-Uni au début de 1995. Le premier single du groupe, Saturday Night Party (Read My Lips), connait un succès immédiat et est devenu un hymne d'Ibiza au cours de l'été 1993. Il devient leur premier succès dans le Top 40 au Royaume-Uni, se classant à la 29e place.

## Histoire
Ils sortent le single Don't Give Me Your Life en 1994, un remix étendu du titre original Alex Party. Il atteint la deuxième place en Irlande et au Royaume-Uni (leur plus grand succès dans ces pays), la cinquième place dans les hit-parades américains et la treizième place en Australie. Il atteint également la première place et est élu disque de club de l'année lors des Music Week's 1995 Awards. Un autre single, Alex Party / Saturday Night Party / Read My Lips, est publié sous le titre Alex Party 2, mais il n'est disponible qu'en vinyle de 12 pouces. Il est relativement peu connu car il ne reçoit que peu ou pas de promotion. Le titre, ainsi que les mêmes remixes que sur la version vinyle, sont inclus dans un CD single spécial de Singapour intitulé Don't Give Me Your Life.
Le groupe a continué à avoir un succès modéré après le succès de Don't Give Me Your Life, y compris Wrap Me Up, qui est publié à la fin de 1995, se classant à la 17e place au Royaume-Uni et à la 11e place en Australie (où il a été le dernier single du groupe à être classé). En 1999, Don't Give Me Your Life est réédité, avec de nouveaux mixes et un titre bonus complet, Megamix, datant de 1996.
Bien que le dernier single sorti en 2000 ait été U Gotta Be, un titre rare, inédit et pratiquement inconnu intitulé You Can't Escape My Love apparaît sur une compilation portugaise, nommée Top Star 2001, sur le label Vidisco.

## Discographie

### Albums studio
| Titre      | Détails                             | Meilleure position |
| Titre      | Détails                             | AUS                |
| ---------- | ----------------------------------- | ------------------ |
| Alex Party | - Sortie : 1996 - Label : Dance Net | 59                 |

### Singles
| Année                                                          | Titre                                         | Peak chart positions | Peak chart positions | Peak chart positions | Peak chart positions | Peak chart positions | Peak chart positions | Peak chart positions | Peak chart positions | Peak chart positions | Peak chart positions | Peak chart positions | Certifications | Album         |
| Année                                                          | Titre                                         | ITA                  | AUS ,                | AUT                  | FIN                  | ALL                  | IRL                  | P.-B                 | ÉCO                  | SUÈ                  | SUI                  | R.-U                 | Certifications | Album         |
| -------------------------------------------------------------- | --------------------------------------------- | -------------------- | -------------------- | -------------------- | -------------------- | -------------------- | -------------------- | -------------------- | -------------------- | -------------------- | -------------------- | -------------------- | -------------- | ------------- |
| 1993                                                           | Alex Party (Saturday Night Party)             | —                    | —                    | —                    | —                    | —                    | —                    | —                    | —                    | —                    | —                    | 49                   |                | Single inédit |
| 1994                                                           | Alex Party (Saturday Night Party) (réédition) | —                    | —                    | —                    | —                    | —                    | —                    | —                    | 39                   | —                    | —                    | 29                   |                | Single inédit |
| 1995                                                           | Don't Give Me Your Life                       | 22                   | 13                   | —                    | —                    | 24                   | 2                    | 16                   | 2                    | —                    | 30                   | 2                    | - BPI : Or     | Alex Party    |
| 1995                                                           | Wrap Me Up                                    | 2                    | 11                   | 38                   | 15                   | 63                   | 30                   | —                    | 20                   | 31                   | —                    | 17                   | - ARIA: Or     | Alex Party    |
| 1996                                                           | Read My Lips                                  | —                    | 51                   | —                    | —                    | —                    | —                    | —                    | 32                   | —                    | —                    | 28                   |                | Alex Party    |
| 1997                                                           | Simple Things                                 | 13                   | —                    | —                    | —                    | —                    | —                    | —                    | —                    | —                    | —                    | —                    |                | Alex Party    |
| 2000                                                           | U Gotta Be                                    | 33                   | —                    | —                    | —                    | —                    | —                    | 82                   | —                    | —                    | —                    | —                    |                | Single inédit |
| « — » signifie qu'aucun classement n'est atteint dans ce pays. |                                               |                      |                      |                      |                      |                      |                      |                      |                      |                      |                      |                      |                |               |